# Alvinocaris muricola
Alvinocaris muricola is een garnalensoort uit de familie van de Alvinocarididae. De wetenschappelijke naam van de soort is voor het eerst geldig gepubliceerd in 1988 door Williams.